# Touker Suleyman
Touker Suleyman, geboren Türker Süleyman (Famagusta (Cyprus), 4 augustus 1953) is een Brits en Turks-Cypriotische mode-ondernemer en investeerder. In 2001 kocht zijn bedrijf Low Profile Group de Britse shirtfabrikant Hawes & Curtis en in 2008 kocht hij het Britse modemerk Ghost. Verder heeft hij geïnvesteerd in een aantal start-ups, waaronder Bikesoup en Huxley & Cox. Suleyman is bekend als een van de investeerders van het televisieprogramma Dragons' Den waar ondernemers hun investeringsvoorstel pitchen bij bekende ondernemers.
In 2015 vermeldde de Sunday Times Suleyman als 637e op de Rich List, met een geschat vermogen van meer dan £ 150 miljoen.

## Jeugd
Suleyman werd op 4 augustus 1953 in Famagusta geboren in een Turks-Cypriotische familie. Nadat hij naar Engeland was verhuisd, ging hij naar de middelbare school Peckham Manor.

## Carrière

### Low Profile Group
In 1984 kocht Suleyman een klein cash-and-carry-bedrijf dat later Low Profile Group zou worden: een kledingfabrikant die Britse winkels, waaronder Marks & Spencer, bevoorraadt. De fabrieken van het bedrijf zijn gevestigd in Turkije, Bulgarije en Georgië.

### Hawes & Curtis
In 2001 heeft Low Profile Group Hawes & Curtis overgenomen voor £ 1. De omzet bij Hawes & Curtis steeg van £ 600,000 in 2001 tot £ 30 miljoen in 2014, onder leiding van Suleyman.
In 2014 opereerde Hawes & Curtis vanuit 30 vestigingen in het Verenigd Koninkrijk en één in Keulen, Duitsland. In 2013 tekende de investeringsgroep Korath Holding uit de Verenigde Arabische Emiraten een overeenkomst ter waarde van $ 5 miljoen om 26 Hawes & Curtis-winkels in de Golfregio te openen over een periode van vijf jaar.

### Ghost
In 2008 kocht Suleyman het Britse modemerk Ghost nadat de eigenaar, het IJslandse investeringsfonds KCAJ, zijn investeringen terugtrok na de val van de IJslandse banksector. De aankoop zou 142 banen in het hele bedrijf hebben veiliggesteld. In 2009 kondigde het merk zijn eerste samenwerking aan met het designduo Modernist.

### Andere investeringen
Suleyman heeft onder meer geïnvesteerd in Docks Rio, een merk voor informele laarzen; Intelligent Futures, een start-up voor online adverteren; Personify XP, een AI personalisatie start-up; Huxley & Cox, een fabrikant van luxe handtassen; en Bikesoup, een online marktplaats voor fietsen.

### Dragons' Den
In 2015 werd Suleyman aangetrokken om plaats te nemen in het investeerderspanel in de dertiende serie van BBC televisieprogramma Dragons' Den, naast met Nick Jenkins en Sarah Willingham .

## Privé
Suleyman heeft kantoorruimte in Londen en heeft twee dochters.